# لعبة الجلد (مسرحية)
لعبة الجلد هي مسرحية لجون جالسوورثي تم عرضها لأول مرة في مسرح سانت مارتن في لندن  في عام 1920 وشق طريقه إلى مسرح بيجو في برودواي في نفس العام ، تم تضمينه في أفضل مسرحيات بيرنز مانتل 1920-1921.
تحول إلى فيلم مرتين في عام 1921 وفي عام 1931 مع إخراج الثانية من قبل ألفريد هيتشكوك.

## الحبكة
تحكي الحبكة قصة التفاعل بين عائلتين مختلفتين للغاية في ريف إنجلترا بعد نهاية الحرب العالمية الأولى مباشرة، يعيش سكوير هيلكريست في منزل مانور حيث تعيش عائلته منذ أجيال، لديه ابنة تُدعى جيل في أواخر سن المراهقة وزوجته تُدعى إيمي بالإضافة إلى الخدم، هو بالفعل غني من ثروة عائلته ، وعلى الرغم من ذلك ثروته منخفضة . العائلة الأخرى هم الأثرياء الجدد من نوع هورنبلوير الذي يرأسه الصناعي ذو التفكير الفردي والثري هورنبلوير الذي يطرد الخدم القدامى من عائلة جاكمانز من منزلهم؛ مما يثير اشمئزاز سكوير الذي يخطط لإحاطة منطقة هيلكريست الريفية بالمصانع.
يريد هيلكريست الحفاظ على آخر قطعة من الأرض المفتوحة المعروفة باسم "سنتر" التي تجاور ممتلكاتهم لكنه (كما يراها) خدع من الأرض في مزاد، يخطط هيلكريست للتساوي مع هورنبلور المغرور وتعلم بالصدفة سرًا مظلمًا عن زوجة ابن السيد هورنبلور كلوي التي دعمت نفسها ذات مرة باعتبارها "الطرف الآخر" في قضايا الطلاق، عندما يتم إعلامه بالأخبار ويوافق السيد هورنبلور على بيع العقار إلى هيلكريست بأقل من نصف سعر المزاد بشرط أن تقسم العائلة على الحفاظ على السر لكن الأخبار تتسرب عبر داوكير غير المبدئي ووكيل هيلكريست وعدو هورنبلور.
تذهب كلوي هورنبلور إلى هيلكريست وتتوسل إليهم للمساعدة في الحفاظ على السر من زوجها الذي يدرك أن شيئا ما يحدث ثم يختبئ خلف ستارة عندما يقتحم زوجها منزل هيلكريست مطالبا بمعرفة السر، وفاء بوعده لكلوي يختلق السيد هيلكريست قصة لكن الشاب هورنبلور غير مقتنع ويعلن أنه ينوي إنهاء زواجه على الرغم من أن كلوي حامل، عند سماع الخبر تركض كلوي إلى بركة الزنبق خارج منزل هيلكريست وتحاول إغراق نفسها، يتم إحضارها إلى المنزل ومن الواضح أنها ستعيش.

## قائمة الشخصيات
هيلكريست................. رجل ريفي
ايمي.................... زوجته
جيل....................... ابنته
دوكر................ وكيله
هورنبلاور .......... رجل غني حديثا
تشارلز................ ابنه الأكبر
كلوي................... زوجة تشارلز
رولف..................... ابنه الأصغر
الزملاء................ هيلكريست بتلر
انا.................... خادمة كلوي
آل جاكمان..... رجل وزوجة
بائع بالمزاد العلني ، محام ، شخصان غريبان

## الموضوع
"من يمس الملعب يتنجس"
ظهرت لعبة الجلد لأول مرة بعد أقل من عامين من نهاية الحرب العالمية الأولى وعلى الرغم من عدم ذكرها، يرى البعض أنها معلقة على الدراما، يمكن اعتبار سكوير المضطرب ممثلا للطبقة العليا المتدهورة وهو نبلور كشخص لن يسمح للطبقة الأرستقراطية ذات الطراز القديم بادخالهم في مثل هذه الفوضى مرة أخرى، لكن هذا افتراض وإن كان مدعوما بصرخة هيلكريست "من يدري أين تنتهي الأمور متى تبدأ؟".
مواقف هيلكريست وزوجته هي الفيكتورية وكان جالسورثي يشير إليهم عمدًا على أنهم كذلك، كان يشير أيضًا إلى تغيير في تصوير الابنة جيل العصرية في نظرتها التي في بداية المسرحية وتجادل من أجل تسوية بدلا من مواجهة مع هورنبلورز، كان من المقرر أن تكون العشرينات هي عصر الزعنفة والتخلي النهائي عن الشكليات والقيم الفيكتورية/الإدواردية، من المقرر أيضا أن يكون عصر صعود الطبقة الوسطى أيضًا، هنا يمثله دوكر الطموح وبائع المزاد الماهر بشكل كوميدي (مشهد المزاد هو قطعة مسلية من الكتابة الهزلية التي توفر نقطة مقابلة ممتعة للأحداث المؤلمة التي تهيمن)، تم الانتهاء من عمل غالسورثي الرائع المعروف باسم المرحلة الامامية في نفس الوقت تقريبا الذي كان يكتب فيه لعبة الجلد وهناك موضوعات مماثلة للتغيير الاجتماعي وانهيار الهياكل الطبقية التقليدية في كليهما، إن علم جالسوورثي المسبق في التنبؤ بما سيحدث بين الحربين أمر رائع.
لذا في حين أن الشخصيات الرئيسية هي رسوم كاريكاتورية متعمدة فإن هذا يسمح باستنتاج لا لبس فيه بأن قالسوورث لم يكن ينحاز إلى أي طرف في النزاع - حتى أنه يريد وضع الطاعون على منزليهما، الشباب (جيل هيلكريست ورولف هورنبلور) هم أكثر الشخصيات عقلانية وتصالحية ويشعر المرء بالراحة لأن المستقبل ينتمي إليهم وليس لوالديهم المتحيزين، بالنسبة للبعض قد ينظر إلى 1920s على أنها الموقف الأخير لـ "الرجل النبيل" قبل أن تجتاح هذه الفكرة القوى التي (على سبيل المثال) كانت إيفلين وتصفها في Brideshead Revisited، يتم تصوير هذه القوات في Brideshead من قبل الكندي ريكس موترام، هذا هو هورنبلور الأكثر خشونة الذي يتحدى اتفاقيات الماضي، يقول لهيلكريست: "ها أنتم راضون تمامًا عما صنعه آباؤكم من أجلكم، ليس لديكم طموحات وأنتم تريدون ألا يكون لدى الآخرين أي شيء ".

## الاستحواء
الأفلام
- 1921 فيلم صامت من إخراج بي إي دوكسات برات وبطولة إدموند جوين وماري كلير وهيلين هاي وداوسون ميلوارد ومالكولم كين.[2]
- فيلم 1931 مقتبس ومن إخراج ألفريد هيتشكوك، قام ببطولته سي في فرانس وهيلين هاي وجيل إزموند وإدموند جوين وجون لونجدين وفيليس كونستام.

التلفزيون
كانت هناك عدة إصدارات مصنوعة لتلفزيون بي بي سي:
- 1951 من إنتاج رويستون مورلي وهو جزء من سلسلة مسرح ليلة الأحد.[7]
- 1959 من إنتاج كلوي جيبسون وهو أيضا لمسرح ليلة الأحد.[8]
- 1974 من إخراج ويليام سلاتر وإنتاج سيدريك ميسينا وهو جزء من سلسلة مسرحية الشهر.[9]

كان هناك نسخة واحدة من التلفزيون الأمريكي:
- 1952 من إنتاج رويستون مورلي وهو جزء من سلسلة مسرح كرافت.[10]

الراديو
كانت هناك عدة إصدارات مصنوعة لراديو بي بي سي:
- 1934 مقتبس من قبل باربرا بورنهام وأنتجه هوارد روز.[11]
- 1941 مقتبس ومنتج من قبل هوارد روز.[12]
- 1949 مقتبس من هوارد روز وإنتاج ريموند رايكس.[13]
- 1954 مقتبس من هوارد روز وأنتجته ماري هوب ألين.[14]
- 1965 مقتبس من هوارد روز وأنتجته أودري كاميرون كجزء من سلسلة مسرح ليلة السبت.[15]